# Omonadus formicarius
Omonadus formicarius är en skalbaggsart som först beskrevs av Johann August Ephraim Goeze 1777.  Omonadus formicarius ingår i släktet Omonadus och familjen kvickbaggar. Arten är reproducerande i Sverige. Inga underarter finns listade i Catalogue of Life.